# الإصلاح الانتخابي في هونغ كونغ 2021

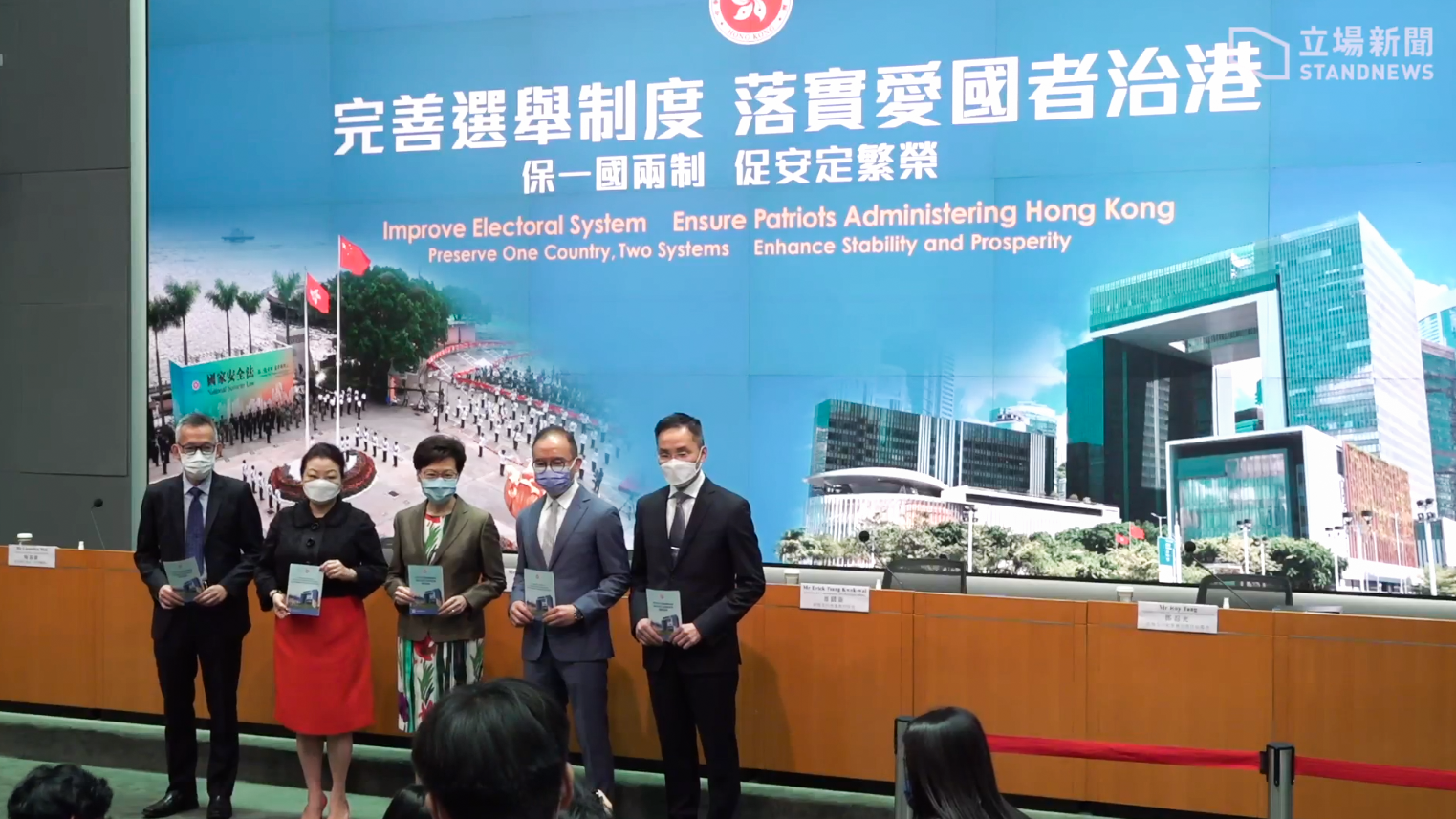
تسليم الحكومة مشروع التعديل للنظام الانتخابي

الإصلاح الانتخابي في هونغ كونغ أصدر المجلس الوطني لنواب الشعب «قرارًا بشأن تحسين النظام الانتخابي لمنطقة هونغ كونغ الإدارية الخاصة» في 11 مارس 2021 لإعادة كتابة قواعد الانتخابات في هونغ كونغ لضمان نظام «الوطنيين الذين يحكمون هونغ كونغ». من خلال تعديل الملحق الأول والمرفق الثاني من القانون الأساسي لهونغ كونغ، فإن تكوين المجلس التشريعي ولجنة الانتخابات المسؤولة عن انتخاب الرئيس التنفيذي، يمكن تعديلها بشكل جذري. وسيتم زيادة حجم لجنة الانتخابات من 1.200 إلى 1.500، والمجلس التشريعي من 70 إلى 90 مقعدًا. سيتم تقليص النصف الحالي من المقاعد السبعين التي تم انتخابها مباشرة بمقاعد إضافية تنتخبها لجنة الانتخابات. كما سيتم إنشاء آلية جديدة للتدقيق لفحص كل مرشح يترشح لمنصب الرئيس التنفيذي والمجلس التشريعي ولجنة الانتخابات. يُنظر إليه على نطاق واسع على أنه خطوة لمزيد من كبح نفوذ معسكر المعارضة المؤيد للديمقراطية في أعقاب الاحتجاجات الواسعة المناهضة للحكومة في عام 2019 والانهيار الساحق لانتخابات مجلس المنطقة لعام 2019.

## قرار مجلس الشعب الصيني
في 5 مارس 2021 كشف نائب رئيس المجلس الوطني لنواب الشعب الصيني وانغ تشن عن مشروع قرار «لتعديل وتحسين» النظام الانتخابي لهونغ كونغ في الدورة المقبلة للمجلس الوطني لنواب الشعب الصيني. ذكرت وكالة أنباء الصين الجديدة (شينخوا) في مقال افتتاحي أنه «لسنوات كانت القوى المناهضة للصين التي تسعى لتعطيل هونج كونج تتواطأ مع قوى خارجية في محاولة للاستيلاء على السلطة القضائية في هونغ كونغ، بأهداف واضحة وإجراءات ملموسة» وحسبما أفادت صرحت: «يجب اتخاذ تدابير فعالة لمنع هذه البيادق من القوى المناهضة للصين من أن يتم انتخابها لهيكل الحكم في منطقة هونغ كونغ الإدارية الخاصة، والتخلص منها مرة واحدة وإلى الأبد». في تقرير عمله السنوي إلى المؤتمر الوطني لنواب الشعب الصيني رئيس مجلس الدولة لي كي تشيانغ صرح بأننا «سنحتفظ بحزم وردع تدخل القوى الخارجية في شؤون هونج كونج وماكاو».
أفادت وسائل الإعلام المحلية أن تكوين المجلس التشريعي سيتم زيادته من 70 مقعدًا إلى 90 مقعدًا، مع إعادة تقديم دائرة لجنة الانتخابات المنتخبة من قبل لجنة الانتخابات، وهي الهيئة الانتخابية المكونة من 1.200 عضو والمسؤولة عن الترشيح وانتخاب الرئيس التنفيذي. من شأن لجنة الانتخابات أن تقلل بشكل فعال من عدد أعضاء المجلس التشريعي المنتخبين مباشرة. كما سيتم زيادة حجم لجنة الانتخابات إلى 1.500 عضو، مملوءة بأعضاء المؤتمر الاستشاري السياسي للشعب الصيني الذي عينته بكين ومجموعات أخرى مؤيدة لبكين، لتحل محل المقاعد التي انتخبها أعضاء مجالس المقاطعات التي يسيطر عليها الديمقراطيون. كما ستمنح لجنة الانتخابات صلاحيات جديدة لفحص مرشحي المجلس التشريعي ومجلس المقاطعة. قال وانغ إن القواعد الجديدة ستصلح «الثغرات» في النظام الانتخابي لهونغ كونغ، والتي سمحت بانتخاب نشطاء المعارضة الذين دافعوا عن استقلال هونغ كونغ. نظرًا لأن التكوين الجديد للمجلس التشريعي سيكون على أساس لجنة الانتخابات المنتخبة في أواخر عام 2021، فقد يتم تأجيل انتخابات المجلس التشريعي لعام 2020 المؤجلة لعام كامل آخر، وفقًا لتقارير وسائل الإعلام المحلية.
صوّت المجلس الوطني لنواب الشعب في 11 مارس بـ 2.895 صوتًا لصالح التغييرات في النظام الانتخابي في هونج كونج، وصفر أصوات ضد وامتناع عضو واحد. بالإضافة إلى تشديد الرقابة على لجنة الانتخابات، حيث يتعين على المرشح تأمين 188 ترشيحا، 15 ترشيحا على الأقل من كل قطاع من القطاعات الخمسة لدخول السباق، كما سيتم منحه سلطة «انتخاب نسبة كبيرة من أعضاء المجلس التشريعي»، سيخلق القرار أيضًا نظام فحص المؤهلات للعملية الانتخابية في هونغ كونغ لفرز المرشحين.

### نصوص القرار
يتكون القرار من تسع مواد:
- إن تحسين النظام الانتخابي لمنطقة هونغ كونغ الإدارية الخاصة يجب أن ينفذ بشكل كامل وصادق سياسة «دولة واحدة ونظامان» والتي بموجبها يدير شعب هونغ كونغ هونج كونج بدرجة عالية من الحكم الذاتي، ويدعم النظام الدستوري في منطقة هونغ كونغ الإدارية الخاصة على النحو الذي حددته حكومة هونغ كونغ الإدارية الخاصة. يضمن الدستور والقانون الأساسي إدارة هونغ كونغ من قبل أهالي هونغ كونغ مع الوطنيين كهيئة رئيسية، ويحسنون بشكل فعال فعالية الحكم في منطقة هونغ كونغ الإدارية الخاصة، ويضمنون الحق في التصويت والحق في الترشح لانتخاب المقيمين الدائمين في المنطقة.
- ستنشئ منطقة هونغ كونغ الإدارية الخاصة لجنة انتخابات ذات صفة تمثيلية واسعة، ومناسبة لواقع منطقة هونغ كونغ الإدارية الخاصة، وتمثل المصالح العامة لمجتمعها. تكون لجنة الانتخابات مسؤولة عن انتخاب الرئيس التنفيذي المعين وجزء من أعضاء المجلس التشريعي. تكون لجنة الانتخابات مسؤولة أيضًا عن تسمية المرشحين لمنصب الرئيس التنفيذي وأعضاء المجلس التشريعي، فضلاً عن المسائل الأخرى. تتألف لجنة الانتخابات من 1.500 عضو من القطاعات الخمسة التالية: القطاعات الصناعية والتجارية والمالية والمهن: القطاعات القاعدية والعمالية والدينية وغيرها، أعضاء اللجنة وممثلو منظمات المنطقة نواب هونغ كونغ في المجلس الوطني لنواب الشعب الصيني وأعضاء هونغ كونغ في اللجنة الوطنية للمؤتمر الاستشاري السياسي للشعب الصيني وممثلو هونغ كونغ الأعضاء في المنظمات الوطنية ذات الصلة.
- يتم انتخاب الرئيس التنفيذي من قبل لجنة الانتخابات وتعين الحكومة الشعبية المركزية. يتم ترشيح المرشحين لمنصب الرئيس التنفيذي بشكل مشترك من قبل ما لا يقل عن 188 عضوًا في لجنة الانتخابات، ومن بينهم يجب ألا يقل عدد أعضاء كل قطاع عن 15. الاقتراع على أساس صوت واحد لشخص واحد. يتطلب انتخاب الرئيس التنفيذي المعين تصويت أغلبية بسيطة لجميع أعضاء لجنة الانتخابات.
- يتألف المجلس التشريعي لمنطقة هونغ كونغ الإدارية الخاصة من 90 عضواً في كل فترة. يجب أن يشمل أعضاء المجلس التشريعي الأعضاء الذين أعادتهم لجنة الانتخابات، وأولئك الذين أعيدوا من قبل الدوائر الانتخابية الوظيفية، وأولئك الذين تم إعادتهم من قبل الدوائر الجغرافية من خلال الانتخابات المباشرة.
- سيتم إنشاء لجنة لمراجعة مؤهلات المرشحين في منطقة هونغ كونغ الإدارية الخاصة. تكون اللجنة مسؤولة عن مراجعة وتأكيد مؤهلات المرشحين لأعضاء لجنة الانتخابات، والرئيس التنفيذي، وأعضاء المجلس التشريعي. ستعمل منطقة هونغ كونغ الإدارية الخاصة على تحسين النظام والآليات المتعلقة بمراجعة المؤهلات، للتأكد من أن مؤهلات المرشحين متوافقة مع القانون الأساسي، وقانون حماية الأمن القومي في منطقة هونغ كونغ الإدارية الخاصة، وتفسير اللجنة الدائمة لمجلس النواب الوطني للمادة 104 من القانون الأساسي. ويكون في حكم القطع قرار اللجنة الدائمة للمجلس الوطني لنواب الشعب الصيني بشأن تأهيل أعضاء المجلس التشريعي لمنطقة هونغ كونغ الإدارية الخاصة، وأحكام القوانين المحلية ذات الصلة في منطقة هونغ كونغ الإدارية الخاصة.
- اللجنة الدائمة للمجلس الوطني لنواب الشعب الصيني مفوضة، وفقًا لقرار تحسين النظام الانتخابي لمنطقة هونغ كونغ الإدارية الخاصة بتعديل الملحق الأول: طريقة اختيار الرئيس التنفيذي لمنطقة هونغ كونغ الإدارية الخاصة والمرفق الثاني: طريقة تشكيل المجلس التشريعي لمنطقة هونغ كونغ الإدارية الخاصة وإجراءات التصويت الخاصة به، إلى القانون الأساسي.
- وفقًا للقرار والملحق الأول والملحق الثاني للقانون الأساسي المعدلين من قبل اللجنة الدائمة للمجلس الوطني لنواب الشعب الصيني، يتعين على منطقة هونغ كونغ الإدارية الخاصة تعديل القوانين المحلية ذات الصلة وتنظيم الأنشطة الانتخابية وتنظيمها وفقًا لذلك.
- يقدم الرئيس التنفيذي لمنطقة هونغ كونغ الإدارية الخاصة تقارير في الوقت المناسب إلى الحكومة الشعبية المركزية بشأن الأوضاع الهامة ذات الصلة بما في ذلك الترتيبات المؤسسية لانتخابات منطقة هونغ كونغ الإدارية الخاصة وتنظيم الانتخابات.
- يعمل بالقرار من تاريخ صدوره.

## التفاعلات
أيدت الرئيسة التنفيذية كاري لام قرار المجلس الوطني لنواب الشعب الصيني، مؤكدة على «الحاجة الملحة» لسد الثغرات القانونية لتحسين النظام الانتخابي في هونج كونج قبل انتخابين رئيسيين للمجلس التشريعي والرئيس التنفيذي. كما أيد رئيس المجلس التشريعي أندرو ليونغ القرار، مدعيًا أنه سيعيد الحياة الطبيعية إلى هونج كونج من خلال إنشاء «مجلس تشريعي سلمي وعقلاني» وتقليل النزاعات غير الضرورية.
رحبت أبرز الشخصيات المؤيدة لبكين بالإصلاح. الرئيس التنفيذى السابق ونائب رئيس اللجنة الوطنية للمؤتمر الاستشارى السياسى للشعب الصينى (المؤتمر الاستشارى) ليونغ تشون يينغ قال: كان من الضرورى إجراء اصلاح انتخابى حتى يقوم النظام الانتخابى على مبدأ «الوطنيون الذين يحكمون هونج كونج». قالت مارغريت تشان المديرة العامة السابقة لمنظمة الصحة العالمية ومندوبة المؤتمر الاستشاري السياسي للشعب الصيني إنها تتمسك بمبدأ «الوطنيون الذين يحكمون هونغ كونغ» لأنه كان الأساس لمبدأ «دولة واحدة ونظامان» ولا ينبغي استجوابها.
المنشق المؤيد لبكين ورئيس المجلس التشريعي السابق جاسبر تسانغ اقترح أن الإصلاح يمكن أن يتم من خلال تعديل قوانين الانتخابات المحلية دون تعديل الملحق الأول والملحق الثاني من القانون الأساسي. وقال إنه إذا تجاوز الإصلاح الإجراء «المكون من خمس خطوات» الذي حدده قرار المجلس الوطني للسلام والأمن في عام 2004 والذي يتطلب من الرئيس التنفيذي تقديم اقتراح إصلاح إلى المجلس وتمريره بأغلبية ثلثي المجلس التشريعي، فإنه سيتم تقويض القانون الأساسي. قال العضو غير الرسمي للمجلس التنفيذي برنارد تشان إن هذه الخطوة كانت بمثابة «نكسة» لتقدم هونغ كونغ في التطور الديمقراطي منذ عام 1997.
قال وزير الخارجية البريطاني دومينيك راب إن إضعاف الانتخابات في هونغ كونغ كان الخطوة الأخيرة التي اتخذتها بكين لإفراغ مساحة النقاش الديمقراطي في هونغ كونغ، على عكس الوعود التي قطعتها الصين نفسها. وأضاف أن هذا لا يؤدي إلا إلى زيادة تقويض الثقة في الصين والوفاء بمسؤولياتها الدولية والتزاماتها القانونية".
كما انتقد المتحدث باسم وزارة الخارجية الأمريكية نيد برايس هذه الخطوة، ووصفها بأنها «هجوم مباشر على الحكم الذاتي لهونج كونج، وحريات هونج كونج والعمليات الديمقراطية». وقال وزير الخارجية الأمريكي أنتوني بلينكين إن الولايات المتحدة ستواصل «اتخاذ إجراءات ضد الانتهاكات الصارخة للديمقراطية وحقوق الإنسان في هونغ كونغ».
أعرب الاتحاد الأوروبي عن معارضته للإصلاح، قائلا إن هذا الإصلاح قد يكون له عواقب سلبية بعيدة المدى على المبادئ الديمقراطية والممثلين المنتخبين ديمقراطيا في هونغ كونغ، كما أنه سيتعارض مع الإصلاحات الانتخابية السابقة في هونغ كونغ والتخلي عن الالتزامات وصدر هذا التصريح من خلال مكتب الاتحاد الأوروبي في هونج كونج وماكاو.